# Ischnosoma
Ischnosoma (лат.) — род жуков-стафилинид из подсемейства Mycetoporinae (до 2021 в Tachyporinae).

## Распространение
Повсеместно, но наибольшее разнообразие в Палеарктике, Неарктике и Ориентальной области.

## Описание
Мелкие коротконадкрылые жуки. Длина тела от 3,5 до 7,0 мм. Основная окраска рыжевато-коричневая.

## Систематика
Более 100 видов в 11 видовых группах. Ранее виды Ischnosoma рассматривались в составе рода Mycetoporus или в качестве его подрода.
- Ischnosoma abstrusum Kocian & Schülke, 2016 (Китай)
- Ischnosoma acutum Assing & Schülke, 2017 (Грузия: Svaneti, Racha)
- Ischnosoma barbigerum Assing & Schülke, 2017 (Грузия: Svaneti)
- Ischnosoma bergrothi  (Hellén, 1925)
- Ischnosoma biplagiatum  (Fairmaire, 1860)
- Ischnosoma campbelli  Kocian, 1997 (Россия, Грузия)[5]
- Ischnosoma caucasicum  Kocian, 1997 (Россия, Грузия)[5]
- Ischnosoma corsicum  Kocian, 1997
- Ischnosoma foedum Kocian & Schülke, 2016 (Китай)
- Ischnosoma gemellum Kocian & Schülke, 2016 (Китай)
- Ischnosoma involutum Kocian & Schülke, 2016 (Китай)
- Ischnosoma kociani  Schülke, 1998
- Ischnosoma loebli  Kocian, 1997
- Ischnosoma longicorne  (Mäklin, 1847)
- Ischnosoma ludwigi  (Reitter, 1909)
- Ischnosoma major  (Luze, 1901)
- Ischnosoma molle Assing & Schülke, 2017 (Грузия: Adjara)
- Ischnosoma monilicorne  (Wollaston, 1864)
- Ischnosoma solodovnikovi  Schülke, 2001[7]
- Ischnosoma spelaeum  (Scriba, 1870)
- Ischnosoma splendidum  (Gravenhorst, 1806)typus
- Ischnosoma vicinum Kocian & Schülke, 2016 (Китай)
- Ischnosoma winkleri  (Bernhauer, 1915)
- Ischnosoma yunnanum Kocian & Schülke, 2016 (Китай)
- Ischnosoma zipapertum Kocian & Schülke, 2016 (Китай)
- другие виды